# Maru-Jan
『Maru-Jan』（マルジャン）は、シグナルトークによって制作されたオンライン麻雀ゲームである。プロジェクト・ファイナンスによる資金調達で話題を集め、「究極のオンライン麻雀ゲーム」を目指して開発された。
2004年4月26日のリリース後、現在までに１７０万人を超える会員を集めている。
2014年8月8日にiOS版が、2015年4月14日にAndroid版がリリース。
2018年1月10日にMicrosoft Store版がリリース。
2018年7月1日にAmazon Fire TV版がリリース。
2018年7月30日にMac版がリリース。
2019年12月11日にAndroid TV版がリリース。

## 特色
本作は「徹底したリアル志向」を最大の売りとしている。グラフィック・サウンド・プログラム全てが実在の全自動麻雀卓を参考に制作されており、実際に麻雀卓を使用して麻雀に興じているような感覚を楽しめる。特に雑誌や情報サイト等の紹介で取り上げられることが多いのは、「洗牌時の牌の偏り」である。全自動麻雀卓による洗牌は一見すると均等に牌が分散されている様に見えるが、実際には牌の並びにある程度の偏りが生まれることになる。例えば、牌を落とすときに、先に落とされた牌が下山に積まれやすいと言われるのも、全自動麻雀卓の山を積むメカニズムが関係している。本作ではそうした牌の偏りをプログラムで再現することを目指している。

## ゲームシステム

### ルール
Maru-Janにはありありルール・割れ目ルール・三麻ルールの3種類がある。
以下、共通ルールと個別ルール。

### 共通ルール
- 喰いタン、先付け(俗に、後付け)あり
- 赤ドラあり(5萬、5筒、5索、各1枚)
- 形式テンパイあり

- 裏ドラ、槓ドラ、槓裏ドラあり

※槓ドラは即乗り(槍槓時も含む)
- リーチ棒、積み棒は上家取り
- トビあり(0点はトビ扱い)
- ゲーム終了時、同点の場合は上家優先
- 優先順位は、ロン→カン・ポン→チーの順
- 喰い替えなし
- 4人リーチ続行
- ダブロン、トリロンあり
- テンパイ連荘(親がノーテンで流局)
- 九種九牌、四風連打、四開槓は流局
- オーラス親の和了止め、テンパイ止めあり

### 個別ルール
- 割れ目ルール
  - 配牌を取り始めた山の席が、その局の点数受け渡しが倍になる
- 三麻ルール
  - 二萬～八萬を抜いた108枚
  - チーはなし
  - 喰いタン、先付け(俗に、後付け)あり
  - 赤ドラあり(5筒、5索、各1枚ずつ)
  - 北は、オタ風でドラ扱い
  - 積み棒(ロン1000点、ツモ500点ずつ)
  - 不聴罰符(場に3000点)
  - ツモり損

## 卓の種類
東風戦に「標準卓」、東南戦に、「標準卓」、「高速卓」が用意されており、卓によって打牌の制限時間が異なる。 それ以外にルールが異なる、割れ目卓、三麻卓、丸雀プロリーグ専用卓がある。 
2016年9月からポイントを賭けて対局できる「ロイヤル卓」が公開された。
2020年7月から知り合いを招待して対局できる「セット卓」が公開された。
2024年11月から一局で決着がつく四人麻雀「一局卓」が公開された。

## 様々な機能

### 理牌
プレイ中、理牌の手動・自動の切り替えが可能。自動にすれば手牌が見易くなるが、牌を取り出した位置や挿し込んだ位置から自分の手牌を相手に読まれてしまう可能性がある。
反面、手動では理牌に手間がかかるが、「小手返し」といった技法を再現することも可能で、相手に対する目眩ましができる。

### 強行動・弱行動
プレイ中、キーボードのCtrlキーを押しながら打牌もしくは副露をすると通常よりも勢いよく牌を卓に打ちつける「強行動」ができる。また、逆にShiftキーを押しながらの「弱行動」も可能。
これらの機能は効果的に使用するとゲーム進行にメリハリを付けることができるが、過度の使用はマナー違反行為と捉えられる場合があるので利用するプレイヤーはあまり見られない。

### 鳴き指定
プレイ中、鳴きのあり／なしの選択に加えて、鳴きたい牌の指定ができる。鳴き指定をすることで、鳴きたくない牌でいちいち鳴き表示が出てツモが停止することがなくなるので、自分の手牌の構成が読まれにくくなる。赤牌のみ鳴くといった細かい指定も可能。

### 牌譜ビューア
過去に自分が体験した対局を振り返ることができる機能。他プレイヤーの手牌や、山牌まで見ることができ、好きな場面で停止ができるので、じっくり牌譜の研究ができる。時には一定の条件（特定の役、もしくは牌でアガる等）を満たしている牌譜ファイルを公式サイトから送信することで賞品がもらえるイベントもある。

### フルスクリーン化（画面最大化）
Maru-Janのウィンドウを最大化して表示できる機能。テレビなどに接続してこの機能を使うことで、大画面での対局を行える。PCの解像度によっては最大化できない場合もある。
※Maru-Janではフルスクリーンを標準設定としている。

### 再戦希望時の炎演出
対局が終了した後、同じ面子で対局をしたい時に、「続行」ボタンを2度押すと、続行マークに炎が灯る。再戦を強く希望する時に活用できる。

### 右クリックツモ切り
打牌選択時に手牌の上を除く卓内で右クリックを押すと、ツモ切りできる。

## 実力の指標

### 個人成績
個人の勝率、役別のアガり数、和了率、放銃率、各イベントでの成績など多岐にわたって非常に事細かに記録されている。月ごとの個人成績を競い合うイベントも開催されている。なお、この成績は一部の項目を除いて年度毎にリセットされる。

### 段位システム
登録時は20級からスタートし、対戦での順位や対戦相手の段位によって雀力が貯まり、一定の雀力に達すると昇級することができる。十級以上の段位になると雀力は減少することもあるので、実力の高い人しか高い段位に上り詰めることはできない。段位の記されたプレートは、昇級（段）するたびにデザインが変わる。

### リーグプレート
『丸雀プロリーグ』にて所属しているリーグに応じたプレートが表示される。常に好成績を収めなくては上位のリーグに所属できないので、段位に比べ実力が反映されやすい。

### フラッグ
ゲームでの着順に応じて、一定数のフラッグが増減する。フラッグはやや減りやすく設定されているため、フラッグを多く持っているプレイヤーは強いということになる。

### 雀貨
ゲーム中、メンゼンでのあがりに発生するご祝儀。出あがりならロンされたプレイヤーから、ツモあがりなら全員から、一発役と赤ドラ、裏ドラ1枚につき雀貨が1枚支払われる。得た雀貨は様々なことに使用できる。

### 麻雀六戦術
麻雀の打ち筋を6つの要素から分類。直近50戦の結果から各プレイヤーの打ち筋に応じた動物が表示される。6つの要素のうち一番ステータスの高いもので動物の表示を決定する。
優秀な数値を記録することで絵が変化する。

### Rt.システム
実力の絶対的な指標となる数値。麻雀以外にも様々な競技で採用されており、麻雀では分かりづらい客観的な強さが分かる。Rtは1500からスタートし、対局で増減する。実力の高いプレイヤーほど、Rtは高くなる。

### 称号システム
500種類以上ある称号を集めて装着できる機能。称号は手役をあがった回数やイベントでの成績などに応じて様々な場面で獲得できる。今後も順次追加。

## イベント
公式イベントは曜日別・週間・月間・年間とあり、ほぼ毎日何らかのイベントが行われていることになる。都道府県別での成績を競うイベントや季節に合わせた時事的なイベントなど種類は多彩。また、ユーザー有志による独自のイベントも行われており、それに対して運営側もシステム的なサポートを行うといった出来事があった。

### 丸雀プロリーグ
最高位戦日本プロ麻雀協会公認のリーグ戦。2週間で成績を競い、昇格を目指す。

### 丸雀マスターズ
「全国麻雀試験」とMaru-Jan 3戦の総合点を競う、週間イベント。月曜12時から日曜0時まで開催。麻雀知識と実力の両方を併せて競う麻雀イベントは日本初。

### まるじゃん旅行記
～麻雀すれば、旅になる～をモチーフに、対局を重ねるごとにすごろくのように全国を旅する旅行マップが更新される。温泉旅行が当たる企画や場代ポイントがもらえる日本一周賞がある。

## Royal Battle(ロイヤルバトル)
「ロイヤル卓」では、ポイントを賭けて対局を行う。
1位の人はゲーム代を超えるポイントを獲得できる。4位の場合は支払いの上限が各卓の入室条件のポイントになるため、安心して対局することができる。
(東南戦×20卓の場合は、ゲーム代と合わせて1150ポイントが最大の支払いとなる。)
ロイヤル卓で遊ぶには、入室条件に記載されているポイントを保有している必要がある。
- 注意点
  - 獲得したポイントは一切換金できない
  - 1位へのゲーム代返還無し

## 「Maru-Jan」（iOS/Android版）
Maru-JanをiOS/Androidで遊べるオンライン麻雀ゲーム。
操作は、指で牌を触って動かせる、タッチだけの操作。指先で牌の並べ替えもできる。
表示は山牌なしモードと山牌ありモードの2種類から選択でき、山牌なしモードでは画面いっぱいに牌姿が表示される。
PC版で開催されているイベントにも参加できる。

## 「Maru-Jan for Microsoft Store」
Microsoft Store向けWindowsオンライン麻雀ゲーム。
決済手段には通常決済のほかに「Windows ストアプリペイドカード」も利用可能。

## 「Maru-Jan app for Amazon Fire TV」
テレビの大画面でオンライン麻雀を楽しめる、Amazon版。
Fire TV Stickにも対応しており、リモコンの簡単操作で気軽に大画面で快適なプレイを実現。

## 「Maru-Jan for Mac」
会員数増加とともにユーザーから「Macに対応してほしい」という声が増え新規リリースされた。
従来のアカウントがそのまま使用できるので、マルチプラットフォームで楽しむことができる。

## 「Maru-Jan for Android TV」
Android TV機能搭載のテレビでオンライン麻雀を楽しめる、テレビ版。
Amazon版同様リモコンの簡単操作で気軽に大画面で快適なプレイを実現。

## 全国麻雀選手権
賞金総額1,000万円・参加費無料の、史上最大の麻雀競技会。
参加者全員に、全国での麻雀の強さの共通指標となる「全日本ランク」が授与される。
予選、準決勝、ファイナルの３ステージに分かれており、
予選はMaru-Janにてオンラインでの対局を、
準決勝とファイナルはリアルでの対局を行う。
第4回では、友達同士で戦って代表者を決め、2次予選から参加できる「友達部門」を新設した。
続く第5回では、「ペア部門」と「プロ選抜部門」を新設。「プロ選抜部門」は、有名プロがリアル対局で準決勝への進出枠を競い合い、白熱した対局を繰り広げた。

## 麻雀七勲杯
参加費無料・連勝数を競う麻雀大会。連勝に応じて賞品を獲得できる。
4連勝でJCBギフトカード1,000円分、5連勝でJCBギフトカード5,000円分、6連勝で富士通ノートPC、7連勝でJCBギフトカード10万円分を獲得できる。ただし、賞品獲得できるのは各連勝数ごとに先着100名まで。

## 全日本ネット麻雀グランプリ
参加費無料、優勝賞金100万円のネット完結型の麻雀大会。1stステージと2ndステージそれぞれに設けられた通過条件をクリアし、最終ステージである3rdステージまで打った計５戦の合計成績で優勝者を決定する。

## Maru-Janスプリントステージ
参加費無料・賞金総額100万円相当の短期決戦・ネット完結型の麻雀大会。
1stステージと2ndステージそれぞれに設けられた通過条件をクリアし、Finalステージの東南戦４戦の成績で優勝者を決定する。

## 電網雀士十傑戦
参加費無料・賞金総額100万円のネット完結型の麻雀大会。
1stステージと2ndステージそれぞれに設けられた通過条件をクリアし、3rdステージまで打った計５戦の合計成績で上位十名を決定する。

## 全日本麻雀覇道戦
参加費無料・ネット完結・賞金総額300万円の3ヶ月毎月開催される麻雀大会。
参加用のポイントとして300ポイントが付与され、この300ポイントがなくなるまでに積み上げた成績で順位を競う。
3ヶ月間開催され、1期～3期までそれぞれ参加が可能。(同じ期への挑戦は1回限り。)

## 麻雀双星杯
参加費無料・賞金賞品総額300万円相当の麻雀大会。
「四麻部門」「三麻部門」が設けられており、いずれかの部門に参加可能。
予選、準決勝、決勝の３ステージに分かれており、優勝するとMリーガーとリアル対局ができる「Mリーガーチャレンジ」の参加権を獲得できる。

## コンテンツ
Maru-Jan公式サイトでは、ゲームをプレイする以外にも様々なコンテンツが提供されている。

### 麻雀プロコラム
須田良規プロ、土田浩翔プロ、井出洋介プロの書いた麻雀コラムを読むことが出来る。プロの中にはプレイヤーとして対戦できるプロもいる。

### 麻雀力向上委員会
初級～中級者向けの、麻雀講座。叱狩打男（シッカリウツオ）というキャラクターが、毎回異なるテーマで麻雀のテクニックを解説する。

### 如何打寺（どううつじ）
打ち方に悩んだときに、牌譜をつけて送ると他の利用者からそのポイントで自分ならどう打つか、投票形式で考えてもらえる。また、自分自身が他のプレイヤーの投稿した牌譜に投票・コメントをすることもできる。

### マルジャン放送局
開発スタッフや麻雀プロが自身でゲームをプレイしながら麻雀の解説をする番組が生中継される。解説者を通してではなく、自分の手を自分で解説することで、対局中の思考を知ることができる。過去の放送はMaru-Janホームページから閲覧できる。

### 全国麻雀試験
全国での麻雀偏差値を測定できる、日本初の総合麻雀試験。パソコン・タブレット・スマートフォン（一部非対応）から無料でプレイ可能。プレイに応じてMaru-Janの場代ポイントに変換できる試験ポイントが獲得できる。

## プレイ料金
東風戦1ゲーム80ポイント、東南戦1ゲーム150ポイント、三麻1ゲーム100ポイント。丸雀プロリーグでは200ポイントとなるが、2位でも100ポイント返還されるなど、より着順争いが厳しくなる。
また、ロイヤル卓では、1位のゲーム代の返還はないが、1位になることで場代を超えるポイントを獲得することができる。
ポイントは通常、以下の単位で購入できる。
| パソコンから購入 | Androidから購入 | iOSから購入 |
| --- | --- | --- |
| - 1000 ポイント 1100円（税込） - 2100 ポイント 2200円（税込） - 5800 ポイント 5500円（税込） - 12000 ポイント 11000円（税込） | - 360 ポイント 480円（税込） - 720 ポイント 960円（税込） - 1500 ポイント 2000円（税込） - 3760 ポイント 5000円（税込） - 7380 ポイント 9800円（税込） | - 360 ポイント 480円（税込） - 760 ポイント 1000円（税込） - 1520 ポイント 2000円（税込） - 3800 ポイント 5000円（税込） - 7460 ポイント 9800円（税込） |

なお、一位になると無料でゲームを続行できる（続行しない場合はゲーム代が返還される）。
※ポイントは、一位になること以外でもイベントに参加して良い成績を残すことでも受け取れる。

## 主なバージョンアップ履歴
- 2004年
  - 3月20日 - 『Maru-Jan』時間帯限定でβテスト開始
  - 4月26日[1] - 『Maru-Jan』正式サービス開始
- 2005年
  - 12月15日 - 『Maru-Jan2』サービス開始
- 2006年
  - 4月11日 - 『Maru-Jan3』サービス開始
  - 9月26日 - 『Maru-Jan5[2]』サービス開始
- 2007年
  - 4月26日[1] - 『Maru-Jan Version6』サービス開始、「段位システム」導入
  - 11月15日 - 『Maru-Jan Version7』サービス開始、「雀貨」「上級卓」導入
- 2008年
  - 4月26日[1] - 『Maru-Jan Version8』サービス開始、「天上戦」導入
  - 10月23日 - 『Maru-Jan Version9』サービス開始、「如何打寺（どううつじ）」導入
- 2009年
  - 4月1日 - 『Maru-Jan Version10』サービス開始、「月狼戦」導入
  - 7月24日 - 『Maru-Jan Version10R』サービス開始、「鳴き指定卓」導入
  - 12月16日 - 『Maru-Jan Version11』サービス開始、「ダブロン・トリロン」実装
- 2010年
  - 4月15日 - 『Maru-Jan Version12』サービス開始、「丸雀戦国時代」導入
  - 11月15日 - 『Maru-Jan Version13』サービス開始、「なしなし卓」導入
- 2011年
  - 4月1日 - 『Maru-Jan Version14』サービス開始、「三麻卓」「段位卓」「ゆっくり卓」導入
  - 8月9日 - 「割れ目卓」導入
  - 12月5日 - 『Maru-Jan Version15』サービス開始、「丸雀プロリーグ」導入
- 2012年
  - 8月6日 - 『Maru-Jan Version16』サービス開始、「丸雀マスターズ」導入
  - 12月17日 - 『Maru-Jan Version17』サービス開始、「まるじゃん旅行記」導入
- 2013年
  - 4月12日 - 『全国麻雀選手権』開催
  - 8月2日 - 『Maru-Jan Version18』サービス開始、「麻雀六戦術」導入』
  - 12月5日 - 『麻雀七勲杯』開催
- 2014年
  - 4月18日 - 『第2回全国麻雀選手権』開催
  - 8月8日 - 『Maru-Jan』（iPad/iPhone版）サービス開始
  - 12月4日 - 『第2回麻雀七勲杯』開催
- 2015年
  - 4月9日 - 『第3回全国麻雀選手権』開催
  - 4月14日 -『Maru-Jan』(Android版)サービス開始
  - 9月17日 - 『Maru-Jan』(auスマートパス版)サービス開始
  - 11月12日 - 『第3回麻雀七勲杯』開催
  - 12月3日 - Rt.システム導入
- 2016年
  - 2月22日 - 「スマートマッチング」導入
  - 4月1日 - 「称号システム」導入
  - 4月7日 -『第4回全国麻雀選手権』開催
  - 9月26日 -「Royal Battle」導入
  - 12月5日 - 『全日本ネット麻雀グランプリ』開催
- 2017年
  - 4月6日 - 『第５回全国麻雀選手権』開催
  - 11月14日 - 『Maru-Jan for 4K』サービス開始
  - 12月5日 - 『第２回全日本ネット麻雀グランプリ』開催

- 2018年
  - 1月10日 - 『Microsoft Store版』サービス開始
  - 4月5日 - 『第６回全国麻雀選手権』開催
  - 7月1日 - 『Amazon Fire TV版』サービス開始
  - 7月30日 - 『Mac版』サービス開始
  - 7月30日 - 『Maru-Janスプリントステージ』開催
  - 12月1日 - 『電網雀士十傑戦』開催
- 2019年
  - 11月27日 - 『Maru-Janスプリントステージ２０１９』開催
  - 12月11日 - 『Android　TV版』サービス開始
- 2020年
  - 4月8日 - 『第３回全日本ネット麻雀グランプリ』開催
  - 7月14日 - 『セット卓』導入
  - 8月5日 - 『全日本麻雀覇道戦』開催
- 2021年
  - 4月7日 - 『第４回全日本ネット麻雀グランプリ』開催
  - 8月9日 - 『第二回全日本麻雀覇道戦』開催
  - 12月1日 - 『Maru-Janスプリントステージ２０２１』開催
- 2022年
  - 4月6日 - 『第５回全日本ネット麻雀グランプリ』開催
  - 8月3日 - 『第三回全日本麻雀覇道戦』開催
  - 12月1日 - 『Maru-Janスプリントステージ２０２２』開催
- 2023年
  - 4月5日 - 『麻雀双星杯』開催
  - 7月18日- 麻雀AI『KIRIN』導入
  - 8月2日- 『第四回全日本麻雀覇道戦』開催
  - 12月6日- 『第６回全日本ネット麻雀グランプリ』開催
- 2024年
  - 2月20日 - メッセージAI『ツモノ』導入
  - 4月10日- 『第２回麻雀双星杯』開催
  - 8月7日- 『第五回全日本麻雀覇道戦』開催
  - 11月6日- 『一局卓』導入
  - 12月4日- 『第７回全日本ネット麻雀グランプリ』開催
- 2025年
  - 2月20日 - メッセージAI『ミミロン』導入
  - 4月9日- 『第３回麻雀双星杯』開催

## 関連作品（Maru-Jan 麻雀塾シリーズ）
金額などは2012年8月現在
- Maru-Jan 麻雀脳力塾 無料版（無料）
- Maru-Jan 麻雀脳力塾2 （840円または1050円、提供するポータルサイトによって金額が異なる）
- Maru-Jan 麻雀脳力塾2 携帯版（Docomoのみ対応（機種によっては非対応）、月額クレジット制）
- Maru-Jan 麻雀脳力塾3 無料版（無料）
- Maru-Jan 麻雀点数塾 （1500円）
- Maru-Jan 麻雀点数塾 無料版（無料）